# Goran Markov
Goran Markov (* 27. Februar 1970 in Skopje) ist ein ehemaliger nordmazedonischer Fußballspieler und aktueller -trainer.

## Sportlicher Werdegang
Der Offensivspieler Markov gelangte über die Jugendmannschaften Tennis Borussia Berlins sowie die Berliner Vereine VfB Neukölln und VfB Lichterfelde ab 1990 zum Zweitligisten Blau-Weiß 90 Berlin, für den er ein Tor in neun Einsätzen während der Saison 1990/91 erzielte. Da er sich bei Blau-Weiß jedoch nicht dauerhaft hatte durchsetzen können, wechselte Markov schon 1991 weiter zu Türkiyemspor Berlin und in der Winterpause 1992/93 zum Oberligisten 1. FC Union Berlin, mit dem ihm in der Saison 1993/94 die Qualifikation zur neu geschaffenen Regionalliga Nordost gelang. Dabei hatte Markov mit 21 Toren in 30 Spielen maßgeblichen Anteil an der Qualifikation und wurde nach weiteren 20 Toren in 32 Einsätzen für Union während der Regionalliga-Saison 1994/95 Torschützenkönig.
Durch seine Leistungen für Union wurde auch der Bundesliga-Aufsteiger Hansa Rostock auf Markov aufmerksam und verpflichtete ihn zur Spielzeit 1995/96. In dieser kam er für die Hanseaten jedoch nur auf sieben Einsätze in der höchsten deutschen Spielklasse. In der Folgesaison kam Markov daraufhin in der zweiten Mannschaft Hansas zum Einsatz. Über Tennis Borussia Berlin, wo er ab 1997/98 in der Regionalliga auflief, gelangte Markov 1999 zum TuS Makkabi Berlin, für den er zuletzt als Spielertrainer aktiv war und bei dem er seine aktive Karriere 2002 beendete.
2002 wurde Markov zunächst Co-Trainer der B-Jugend von Hertha BSC, mit der er 2003 die deutsche Jugendmeisterschaft erreichte. 2007 wurde Markov Trainer der dritten Mannschaft der Hertha. 2011/12 und kurzzeitig 2014 trainierte er die B1-Jugend des SFC Stern 1900.